# Distretto N. 6 Castel Goffredo - Tessile - Calzetteria

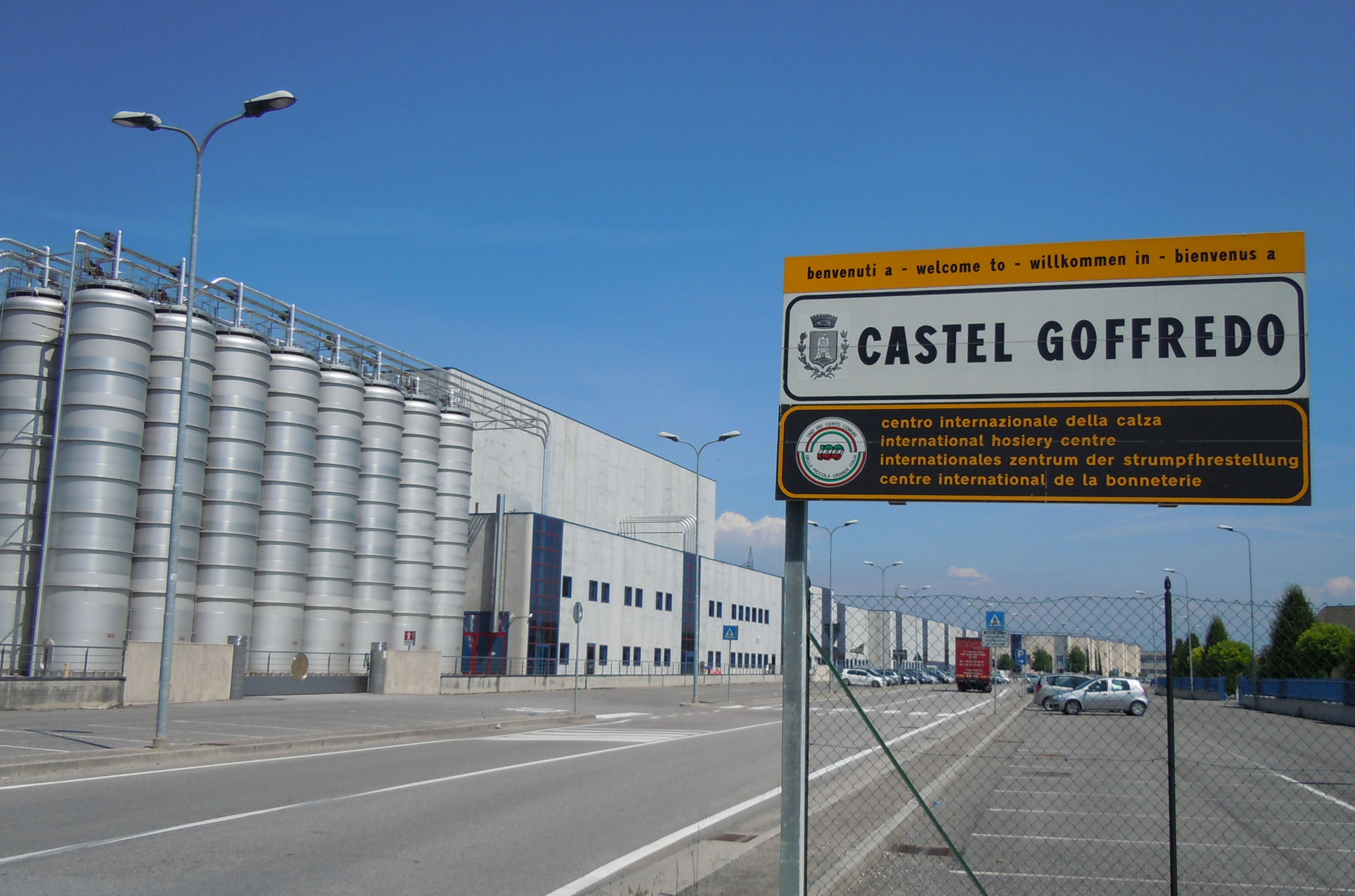
Castel Goffredo, zona industriale

Il Distretto N. 6 Castel Goffredo - Tessile - Calzetteria, conosciuto anche sotto la denominazione di Distretto della calza, è un distretto industriale riconosciuto dalle competenti autorità.

## Collocazione geografica

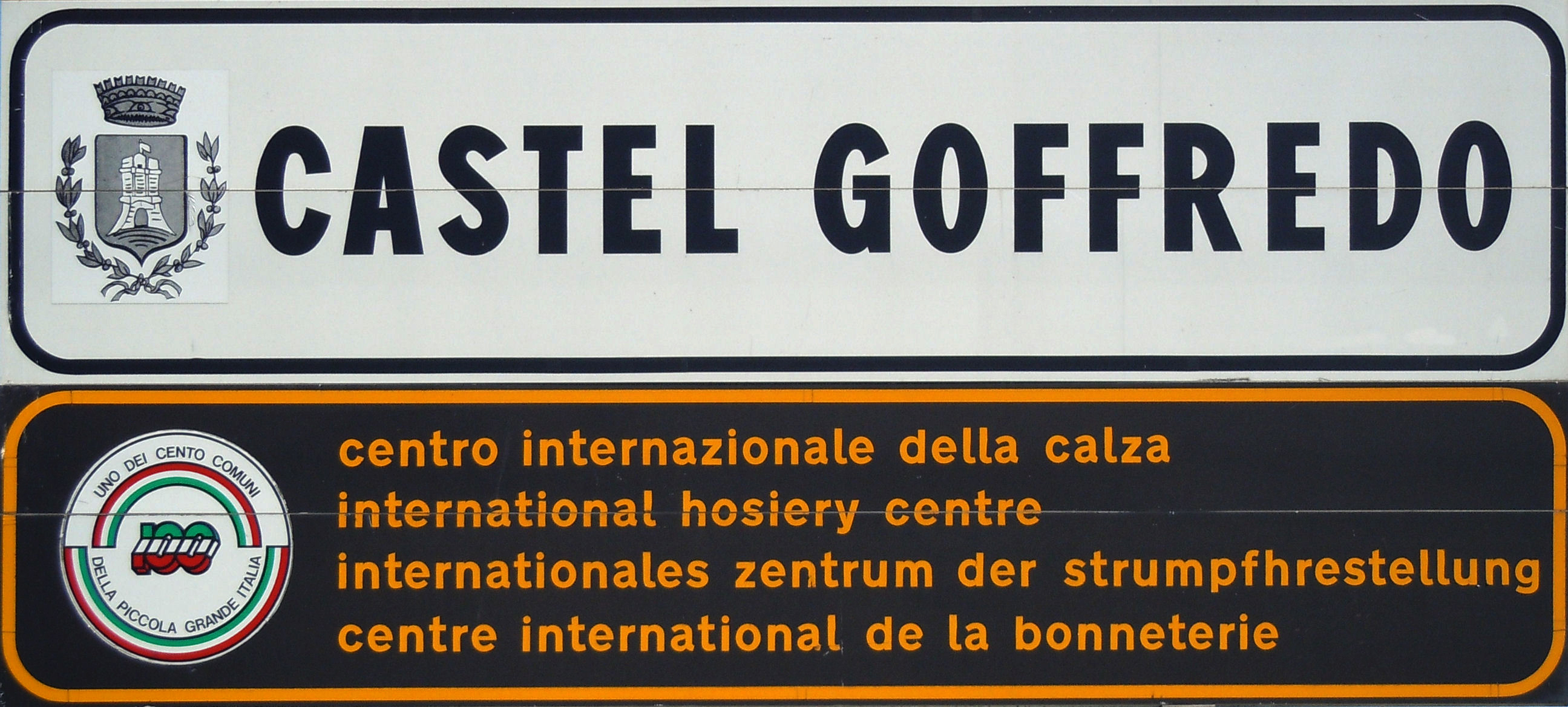
Castel Goffredo, centro internazionale della calza.

Il Distretto comprende 15 comuni delle provincie di Mantova, Brescia e Cremona fra cui: Acquafredda, Asola, Casalmoro, Casaloldo, Casalromano, Castel Goffredo, Castiglione delle Stiviere, Ceresara, Isola Dovarese, Mariana Mantovana, Medole, Piubega, Remedello, Solferino e Visano.

Sede del distretto è Castel Goffredo.

## Storia del distretto

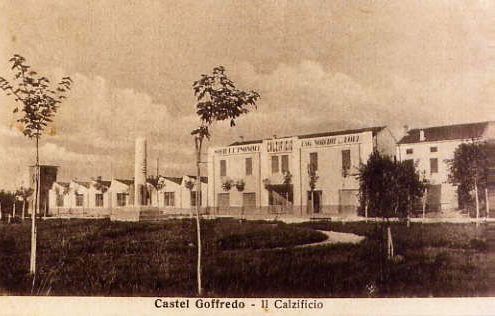
Castel Goffredo, Calzificio NO.E.MI. nel 1925-1930.

La storia produttiva del territorio risale al 1925 quando aprì a Castel Goffredo il primo calzificio NO.E.MI., che produceva inizialmente calze di cotone e successivamente di seta. La sua chiusura, alla fine degli anni Cinquanta, diede origine al distretto con la nascita di una miriade di piccole imprese.
In Italia i primi collant vennero prodotti a Castel Goffredo, dalla metà degli anni 60.
Attualmente il Distretto produce circa il 75% dell'intera produzione italiana di calze da donna, il 60% di quella europea e circa il 30% di quella mondiale.

## Organismi di rappresentanza e di governance distrettuale
Il Centro Servizi Impresa (nato come Centro Servizi Calza) (CSC), che nasce come società consortile mista pubblico-privata e fa parte della “Rete regionale dei centri servizi alle imprese” (QuESTIO), promosse dalla Regione Lombardia Assessorato Industria e Artigianato.